# Західна гінді
Західна гінді — діалектний кластер гінді, що розвинувся із західної апабхранші (на основі пракриту шаурасені). За Дж. Грірсоном, він включає такі ідіоми як хар'яні або бангару (поширений у Хар'яні та деяких районах Національного столичного округу Делі), брадж (поширений на заході штату Уттар-Прадеш та прикордонних районах Раджастхан та Хар'яні), бунделі (поширений у західній частині центру штату Мадг'я-Прадеш), канауджі (поширений у західній частині центру штату Уттар-Прадеш) та гіндустані або каураві (поширений на північ і північний схід від Делі). Останній став основою для стандартного гінді та урду.